# Kramkowo
Kramkowo – wieś w Polsce, położona w województwie podlaskim, w powiecie łomżyńskim, w gminie Wizna.
| SIMC    | Nazwa   | Rodzaj    |
| ------- | ------- | --------- |
| 0409841 | Karolin | część wsi |
| 0409858 | Malon   | część wsi |

Wierni kościoła rzymskokatolickiego należą do parafii św. Jana Chrzciciela w Wiznie.

## Historia
Dawniej wieś królewska położona była w drugiej połowie XVI wieku w powiecie wiskim ziemi wiskiej województwa mazowieckiego.
Według Powszechnego Spisu Ludności z 1921 roku wieś zamieszkiwało 237 osób, 236 było wyznania rzymskokatolickiego a 1 prawosławnego. Jednocześnie 236 mieszkańców zadeklarowali polską przynależność narodową a 1 inną. Były tu 32 budynki mieszkalne. Miejscowość należała do parafii rzymskokatolickiej w Wiźnie. Podlegała pod Sąd Grodzki i Okręgowy w Łomży; właściwy urząd pocztowy mieścił się w Wiźnie.
W wyniku napaści ZSRR na Polskę we wrześniu 1939 miejscowość znalazła się pod okupacją sowiecką. Od czerwca 1941 roku pod okupacją niemiecką. Od 22 lipca 1941 r.  do wyzwolenia włączona w skład okręgu białostockiego III Rzeszy.
W latach 1975–1998 miejscowość należała administracyjnie do województwa łomżyńskiego.